# Upplands Väsby kommun
59°31′N 17°55′Ø / 59.517°N 17.917°Ø
Upplands Väsby kommun ligger i det svenske länet Stockholms län i landskapet Uppland. Kommunens administrationscenter ligger i Upplands Väsby.
Kommunen grænser til (med solen fra syd)Sollentuna kommun, Järfälla kommun, Upplands-Bro kommun, Sigtuna kommun, Vallentuna kommun og Täby kommun.

## Byer
Upplands Väsby kommune har tre byer.
indbyggere 31. december 2005.
| #  | By                       | Indbyggere |
| -- | ------------------------ | ---------- |
| 1. | Upplands Väsby           | 35 977     |
| 2. | Löwenströmska lasarettet | 507        |
| 3. | Ekeby                    | 221        |

I kommunen ligger
- Runsa fortidsborg og gravfelt med en af Sveriges største skibssætninger.
- Torsåkers Slot